# 221 Eos
221 Eos је астероид главног астероидног појаса. Приближан пречник астероида је 103,87 km,
а средња удаљеност астероида од Сунца износи 3,011 астрономских јединица (АЈ).
Инклинација (нагиб) орбите у односу на раван еклиптике је 10,890 степени, а орбитални период износи 1908,861 дана (5,226 година). Ексцентрицитет орбите астероида износи 0,104.
Апсолутна магнитуда астероида износи 7,67 а геометријски албедо 0,140.
Астероид је откривен 18. јануара 1882. године.